# Mogoro
Mogoro település Olaszországban, Szardínia régióban, Oristano megyében. Lakosainak száma 3892 fő (2023. január 1.). Mogoro Masullas, San Nicolò d'Arcidano, Gonnostramatza, Uras, Pabillonis, Sardara és Collinas községekkel határos.

## Népesség
A település lakossága az elmúlt években az alábbi módon változott:
| Lakosok száma | 4155 | 4118 | 3892 |
|               | 2017 | 2018 | 2023 |